# Barbara Wachowska
Barbara Wachowska (ur. 15 listopada 1929 w Wolborzu, zm. 2 lutego 2005 w Łodzi) – historyk, nauczycielka akademicka, prof. Uniwersytetu Łódzkiego. Od roku 1945 mieszkała w Tomaszowie Mazowieckim. W roku 1949 ukończyła I Liceum Ogólnokształcące im. Jarosława Dąbrowskiego w Tomaszowie Mazowieckim. W 1952 r. ukończyła Państwową Wyższą Szkołę Pedagogiczną w Łodzi, a w 1957 r. historię na Uniwersytecie Warszawskim.

## Życiorys
Od 1957 r. była pracownikiem naukowym w Katedrze Historii Polski XIX i XX wieku w Uniwersytecie Łódzkim. Przez wiele lat była kierownikiem Zakładu, a następnie Katedry Historii Najnowszej Polski oraz wicedyrektorem Instytutu Historii UŁ. Prowadziła prace badawcze dotyczące kwestii związanych z dziejami masowych ruchów społecznych, partii politycznych i związków zawodowych, a także dziejów miast Polski centralnej.
Jest autorką prac na temat historii najnowszej Brzezin, Kutna, Łasku, Łęczycy, Pabianic, Piotrkowa Tryb., Sieradza, Tomaszowa Mazowieckiego i Zgierza. Była wieloletnim członkiem Polskiego Towarzystwa Historycznego i redaktorem naczelnym „Rocznika Łódzkiego”.
Opublikowała liczne prace poświęcone Tomaszowowi Mazowieckiemu. W 2000 r. otrzymała dyplom i medal „Przyjaciel Tomaszowa Mazowieckiego”. Była długoletnim członkiem Komitetu Redakcyjnego kwartalnika KC PZPR Z Pola Walki, w którym publikowano artykuły na temat historii polskiego i międzynarodowego ruchu robotniczego i komunistycznego. 
Była autorką haseł w Polskim Słowniku Biograficznym i Słowniku biograficznym działaczy polskiego ruchu robotniczego. Laureatka nagrody „Trybuny Ludu” (1984).
Spoczywa na cmentarzu komunalnym na Dołach w Łodzi (kwatera XXIII, rząd 22, grób 6).

## Wybrane publikacje
- Strajki okupacyjne w łódzkim okręgu przemysłowym w latach wielkiego kryzysu 1929–1933
- Z dziejów jednolitego frontu w łódzkim okręgu przemysłowym
- Łódzka organizacja KPP w latach 1918–1926
- W drugiej Rzeczypospolitej, w: Wachowska B. (red.), Tomaszów Mazowiecki. Dzieje miasta, Warszawa–Łódź 1980.
- Strajki okupacyjne w Tomaszowskiej Fabryce Sztucznego Jedwabiu (kwiecień–maj 1933 r.), Rocznik Łódzki, T. 12, 1962, s. 17–40.
- Zarys dziejów oświaty i życia kulturalnego w Tomaszowie Mazowieckim w latach 1918–1939, Rocznik Łódzki, T. 25, 1975, s. 231–250.
- Z dziejów I Liceum Ogólnokształcącego w Tomaszowie Mazowieckim (1903–1983), Rocznik Łódzki, T. 35, 1985, s. 69–84.